# Papa-mel-de-garganta-creme

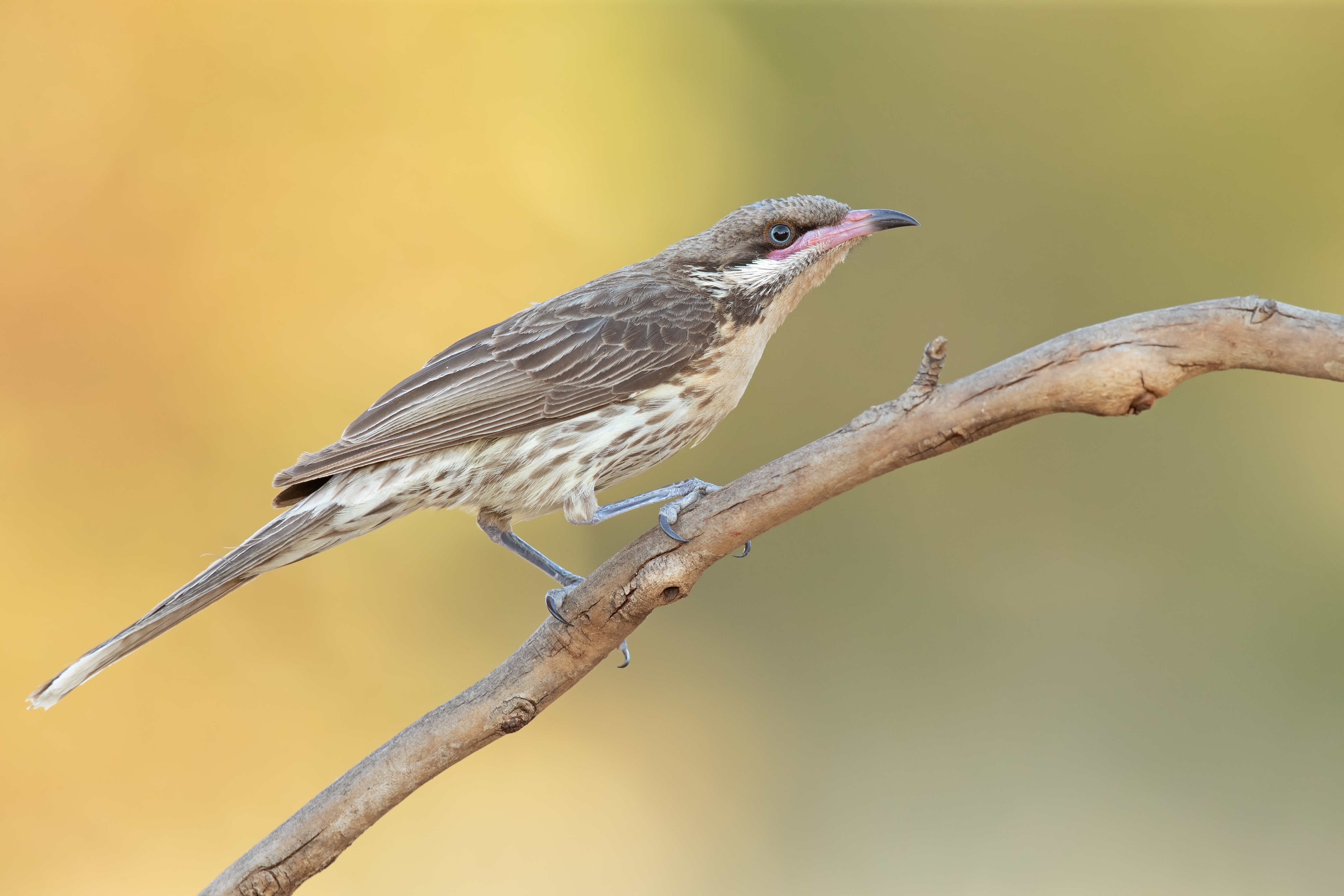
Papa-mel-de-garganta-creme

O papa-mel-de-garganta-creme (Acanthagenys rufogularis) é a única espécie do gênero Acanthagenys, sendo, portanto, um táxon monotípico. É um melifagídeo de grande porte, com comprimento variando entre 22 e 27 cm e peso aproximado de 52 gramas. Essas aves são sociáveis, agressivas e frequentemente observadas em busca de alimento em grandes bandos.
O papa-mel-de-garganta-creme é predominantemente frugívoro, mas também se alimenta de néctar, flores, insetos, répteis e filhotes de outras aves. Seu habitat inclui desertos, áreas costeiras de matagal, e bosques secos. Pode ser encontrado ainda em manguezais e pomares. Sua distribuição abrange a maior parte da Austrália, exceto Tasmânia, as áreas tropicais do norte e a costa sudeste.

## Taxonomia
O nome científico do papa-mel-de-garganta-creme é Acanthagenys rufogularis. O nome genérico Acanthagenys vem do grego antigo akantha ("espinho") e genys ("bochecha"); já o epíteto específico deriva do latim rufus ("vermelho") e gula ("garganta").
Endêmica da Austrália, a espécie possui duas subespécies conhecidas: Acanthagenys rufogularis parkeri, reconhecida por K. C. Parkes em 1980, e Acanthagenys rufogularis rufogularis, descrita por John Gould em 1838.

## Descrição
O papa-mel-de-garganta-creme, Acanthagenys rufogularis, é uma ave de tamanho médio, medindo entre 22 e 27 cm de comprimento. Seu píleo é salpicado, com plumagem cinza-escura sobre marrom. Os filhotes apresentam uma faixa amarela característica na bochecha, que se torna menos evidente nos adultos, onde a bochecha é majoritariamente branca, com uma linha cinza ou marrom abaixo.
Seu bico é longo e reto, com a ponta preta e uma coloração vermelho-carne ou rosa próxima ao queixo e até a abertura. O padrão facial típico inclui uma longa faixa escura que atravessa os olhos até as coberteiras auriculares. O peito é branco-creme com curtas estrias amarronzadas. A garganta frequentemente exibe tons de marrom-claro ou canela, às vezes se estendendo do bico até a parte superior do peito. As penas das asas são de um marrom-oliva escuro a cinza, mescladas, com bordas brancas. A cauda segue coloração semelhante, mas as pontas das penas são brancas. As penas coberteiras sob a cauda são brancas ou, em algumas aves, cinza-claras, muitas vezes com estrias.
Há uma notável variabilidade na aparência entre os indivíduos dessa espécie. Na Península de Mornington, localizada na costa leste da Baía de Port Phillip em Victoria, por exemplo, os papa-méis-de-garganta-creme têm barrigas mais escuras. Os filhotes possuem íris marrom e a pele facial ao redor do bico é mais pálida.

## Habitat
O papa-mel-de-garganta-creme é encontrado em grande parte da Austrália, exceto a leste da Cordilheira Australiana, na Tasmânia, no extremo sudoeste da Austrália Ocidental e nos trópicos do norte australiano. Contudo, também ocorre na Ilha dos Cangurus, na Austrália Meridional.
A maioria dos avistamentos ocorre em ambientes com árvores esparsas. Quase igualmente frequentes são os registros em áreas de gramíneas baixas e esparsas. Essas gramíneas predominam em regiões áridas e semiáridas do interior australiano, onde pequenos arbustos ou árvores (geralmente espécies de Acacia) oferecem refúgio às aves.
Outros habitats incluem florestas abertas, matagais esparsos e matagais fechados.
As aves também aparecem em terras cultivadas e pastagens manejadas, com uma variedade de gramíneas, como ciperáceas, juncos e plantas dos gêneros Triglochin e Isoetes.
Em regiões costeiras, como a Península de Mornington, podem ser encontradas em ambientes de Leptospermum scoparium ao longo da orla marítima.
Ocasionalmente, estão presentes em manguezais e pomares.
São considerados uma espécie nômade, especialmente nas regiões norte da Austrália. No sul, tendem a permanecer em áreas locais, sendo vistos como residentes. São comuns em sua área de distribuição no continente australiano.

## Reprodução
A reprodução foi registrada em todos os meses, com ovos encontrados de junho a março; no entanto, 75% dos ovos na faixa leste da espécie aparecem entre o final de agosto e meados de novembro.
Isso é corroborado pela observação de filhotes recém-nascidos sendo alimentados pela fêmea com larvas escuras de insetos em novembro e dezembro. Observações posteriores na Península de Mornington, perto de Sorrento, mostraram filhotes totalmente emplumados sendo alimentados pelo macho com frutas-vermelhas em janeiro, disponíveis na região nessa época. Ambos os pais participam da criação dos filhotes.
Os ninhos frequentemente contêm dois ou três ovos durante a reprodução. Os ovos são brancos com manchas marrom-escuras, concentradas principalmente em uma das extremidades. Os ninhos ficam geralmente entre 1 e 13 metros do solo, dependendo das oportunidades disponíveis, e são suspensos como uma rede entre dois galhos. São profundos, em forma de taça, tecidos com grama, seda de aranha e sacos de ovos de aranha, muitas vezes forrados com materiais macios.

## Adaptações alimentares
O papa-mel-de-garganta-creme é oportunista em sua alimentação. Estudos mostram que 38% de sua dieta é composta por néctar, mas insetos, pequenos lagartos, aranhas e larvas também fazem parte dela.
Um estudo na Austrália Meridional apontou que ele tem um dos maiores bicos entre os melifagídeos, com preferência equilibrada por néctar e insetos. No entanto, em períodos de abundância de néctar no inverno e primavera, as aves aproveitam esse recurso, reservando outras épocas do ano para insetos. Sendo frugívoro, estima-se que cerca de 25% de sua dieta seja composta por frutas, considerando que 38% é néctar.
Observações em Sorrento, Victoria, durante a alimentação de filhotes, indicam o uso de frutas de plantas nativas disponíveis. Embora sejam vistos em pomares, não há evidências conclusivas de que essas frutas sejam um alvo específico de sua dieta.

## Ecologia
A ecologia do papa-mel-de-garganta-creme é semelhante à de outros melifagídeos. Com uma dieta que inclui néctar, insetos e frutas, essas aves prestam diversos serviços ao ecossistema que habitam.
Como se alimentam de néctar, desempenham um papel na polinização. Suas atividades de polinização favorecem a produção de frutas, que consomem no verão, quando estão maduras.
Ao se alimentar de frutas maduras, contribuem para a dispersão de sementes, ampliando a disponibilidade de alimentos para si e outras espécies, ao mesmo tempo que limitam a competição com espécies que dependem primariamente de sementes.
Além disso, estudos indicam que as sementes dispersadas por essa ave têm alta probabilidade de germinação.
Como insetívoro, seu controle sobre insetos pode ser limitado, mas revisões de estudos mostram que a remoção de espécies de aves aumenta a atividade de herbívoros insetos e os danos às plantações.